# Седлечко
Седлечко (пол. Siedleczko, нім. Brüderhausen) — село в Польщі, у гміні Вонґровець Вонґровецького повіту Великопольського воєводства.
Населення — 252 особи (2011).
У 1975-1998 роках село належало до Пільського воєводства.

## Демографія
Демографічна структура станом на 31 березня 2011 року:
|          | Загалом | Допрацездатний вік | Працездатний вік | Постпрацездатний вік |
| -------- | ------- | ------------------ | ---------------- | -------------------- |
| Чоловіки | 124     | 19                 | 96               | 9                    |
| Жінки    | 128     | 25                 | 76               | 27                   |
| Разом    | 252     | 44                 | 172              | 36                   |